# Euphorbia oxyodonta
Euphorbia oxyodonta är en törelväxtart som beskrevs av Pierre Edmond Boissier. Euphorbia oxyodonta ingår i släktet törlar, och familjen törelväxter. Inga underarter finns listade i Catalogue of Life.